# Абу-Маді
Абу-Маді — перше газове родовище, виявлене у нафтогазоносному басейні дельти Ніла (Єгипет).

## Загальна характеристика
Родовище відкрили свердловиною Abu Madi-1 (AM-1), спорудженою в 1967 році італійською компанією AGIP. Поклади вуглеводнів залягають на глибині 3—3,5 км у формації Абу-Маді (мессінський ярус), що виникла унаслідок заповнення флювіально-дельтовими пісковиками флювіальної палеодолини, яка виступила на поверхню в умовах різкого зниження рівня моря. 
В 1985-му виявили північно-західне продовження родовища, відоме як Ель-Кара (El Qar'a). Фактично Ель-Кара є частиною Абу-Маді, яка, втім, опинилась в межах іншої ліцензійної ділянки. 
Також можливо відзначити, що в подальшому у нижній частині зазначеної палеодолини, яка знаходиться вже під водами Середземного моря, виявили родовища блоку Балтім та родовища групи "Великий Нурос" (втім, ці структури лише відносяться до того ж тренду, проте не мають жодного сполучення із Абу-Маді).   
Відносно запасів Абу-Маді можливо зустріти оцінки «між 0,5 та 1 трлн футів3» (14—28 млрд м3) та «понад 1 трлн футів3» (понад 28 млрд м3). Також зустрічається оцінка геологічних запасів у розмірі 84 млрд м3.

## Розробка родовища
Розробка Абу-Маді почалась у 1975-му та започаткувала початок комерційного використання природного газу в Єгипті (до того під час розробки нафтових родовищ могли отримувати попутній газ, проте його утилізували шляхом спалювання). Станом на 1992 рік на Абу-Маді пробурили 21 свердловину, з яких 5 виявились сухими. При цьому в 1995-му родовище продукувало 10 млн м3 газу на добу, що робило його найбільшим виробником блакитного палива в країні.
Видобутий газ надходить на газопереробний завод Абу-Маді, звідки подається споживачам по трубопроводах Абу-Маді – Тальха та Абу-Маді – Дум'ят.